# Радісний Сад
Радісний Сад (до 2016 року — Радсад) — селище в Україні, у Миколаївському районі Миколаївської області. Адміністративний центр Радсадівської сільської громади. Селище розташоване на березі Бузького лиману навпроти Миколаєва. Населення становить 1790 осіб. У травні 2016 року селище змінило назву з Радсад на Радісний Сад.

## Населення

### Мова
Розподіл населення за рідною мовою за даними перепису 2001 року:
| Мова            | Кількість | Відсоток |
| --------------- | --------- | -------- |
| українська      | 1670      | 84.43%   |
| російська       | 274       | 13.85%   |
| вірменська      | 13        | 0.66%    |
| румунська       | 13        | 0.66%    |
| білоруська      | 4         | 0.20%    |
| інші/не вказали | 4         | 0.20%    |
| Усього          | 1978      | 100%     |

## Новітня історія
6 березня 2022 року російські окупанти здійснили авіаудар по селищу; є загиблі.

## Заклади
У селі Радісний Сад наявна центральна садиба господарства ВАТ «Радсад», яке має найбільшу в Україні площу виноградників — 1200 гектарів.
Функціонує спортивно-оздоровчий комплекс, де проходять спортивні змагання від місцевого до всеукраїнського рівнів. Є готель на 160 місць. Працюють дві їдальні: на 300 та 200 місць. Є середні школи, дитячий інтернат.
Працює будинок культури на 500 місць. На базі Радсадівського будинку культури існують: народний хор, народний хореографічний колектив, зразково-показовий дитячий духовий оркестр, етнографічний ансамбль. Є філія музичної школи. Працює дитячо-юнацька спортивна школа.

## Пам'ятки
Біля селища розташовується монументальна давня поховальна споруда ІІ — І тис. до н. е. — 5-метровий скіфський курган.

## Відомі мешканці

### Народилися
- Восконян Валерій Миколайович — вірменський футболіст українського походження, воротар.
- Жовжеренко Андрій Іванович — радянський та український футболіст, півзахисник, пізніше — тренер.
- Матросов Олександр Анатолійович — радянський та український футболіст, захисник, пізніше — тренер.